# Francisco Peralto
Francisco Peralto Vicario (Málaga (España, 1942) es un crítico literario, ensayista y escritor español. 

## Biografía

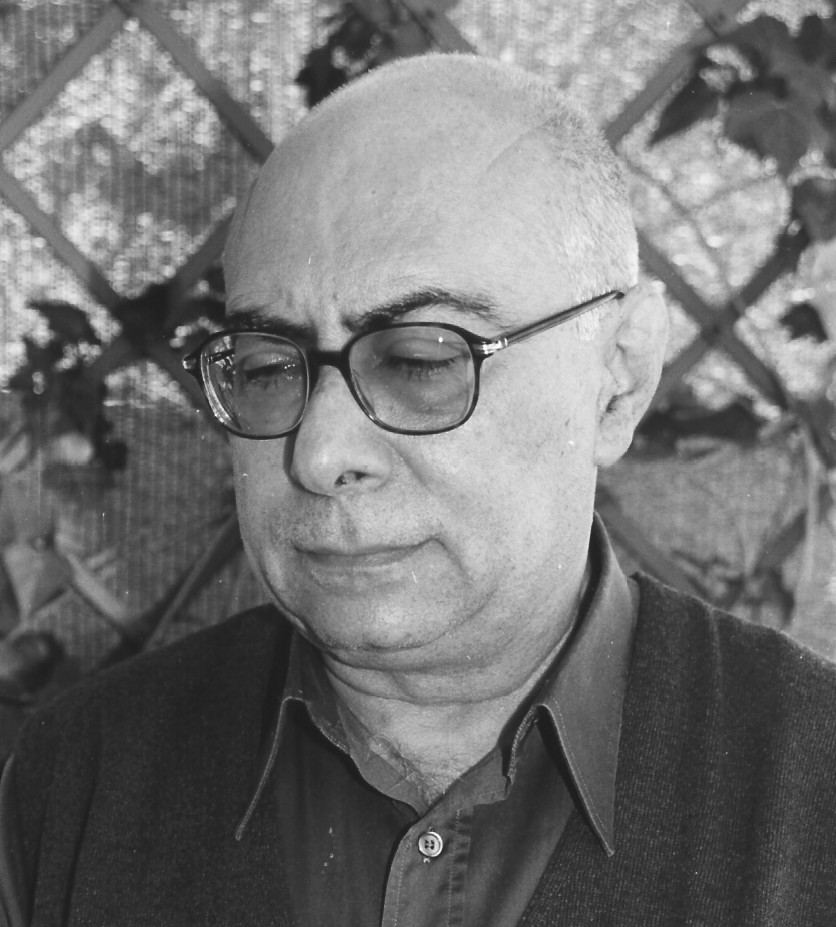

Estudió Artes Gráficas en la Escuela de Formación Profesional de Málaga. En 1958 fue Subcampeón Nacional de Encuadernación y al año siguiente Premio al Mejor Diseño por la Escuela Nacional de Artes Gráficas. En 1964 creó la base de su imprenta artesanal, con una antigua minerva de palanca y treinta kilos de "Texto," cuerpo ocho. En 1965 publicó su primera novela, iniciando en 1973 la edición de sus colecciones de libros y revistas apareciendo al año siguiente, en la prensa malagueña, su primer artículo sobre poesía visual.

## Premios y reconocimientos (selección)
- Premio Salvador Rueda de Poesía (Málaga, 1977).
- Homenaje Bahía Poesía del Sur (Algeciras, 1989).
- Prometeo de la Poesía (Madrid, 1990).
- Premio Publicación del Año a su obra “Málaga Legendaria” (Málaga, 1998).
- El Hacedor de Libros, exposición de sus ediciones en el Paraninfo de la Universidad de Cantabria (Santander, 2008).
- Premio Andalucía a la labor editorial (Fondón, Almería 2008).
- Medalla de oro del Ateneo de Málaga (Málaga, 2018).

## Estudios sobre su obra (selección)
Estudios y antologías
- "Francisco Peralto. Poemas del Homenaje II:" Manuel Fernández Mota, coord. Pedro J. de la Peña, prólogo, Ediciones Bahía y Mancomunidad del Campo de Gibraltar, Algeciras, Cádiz, 1989. ISBN 84-85508-18-1.
- "Francisco Peralto. Poesía (1968-1992):" José Gaitán y Alberto Torés, coord. Canente Revista Literaria, Málaga, 1992. ISSN 0213-7895.
- "Francisco Peralto: Fervor en la palabra:" Rafael Alcalá, Puente de la Aurora, Málaga, 1999. ISBN 84-930845-0-6.
- "Aproximación a la poética plural de Francisco Peralto:" José Cenizo Jiménez, prólogo de Rafael de Cózar, Corona del Sur, Málaga, 2002. ISBN 84-95849-43-7.
- "Francisco Peralto: palabra, esencia, tiempo:" Pedro M. Domene y Jesús Martínez Gómez, Batarro Revista Literaria, Albox, Almería, 2003. ISBN 84-607-8420-7.